# HD 60646
HD 60646，又名CD-33 3926，SAO 198138、HR 2913，是一颗恒星，视星等为6.11，位于銀經247.33，銀緯-6.53，其B1900.0坐标为赤經7h 30m 26.8s，赤緯-33° -6.53′ 49″。